# Радошкі (Куявсько-Поморське воєводство)
Радошкі (пол. Radoszki, нім. Radebusch) — село в Польщі, у гміні Бартничка Бродницького повіту Куявсько-Поморського воєводства.
Населення — 669 осіб (2011).
У 1975-1998 роках село належало до Торунського воєводства.

## Демографія
Демографічна структура станом на 31 березня 2011 року:
|          | Загалом | Допрацездатний вік | Працездатний вік | Постпрацездатний вік |
| -------- | ------- | ------------------ | ---------------- | -------------------- |
| Чоловіки | 343     | 82                 | 227              | 34                   |
| Жінки    | 326     | 65                 | 185              | 76                   |
| Разом    | 669     | 147                | 412              | 110                  |